# SK Slavia Praha (pozemní hokej)
SK Slavia Praha je pražský klub pozemního hokeje. Mužský i ženský tým jsou dlouhodobými velice úspěšnými účastníky obou nejvyšších domácích soutěží.

## Historie
Úplně první písemné zmínky o pozemním hokeji v Československu pochází z roku 1888, kdy všestranný sportovec Josef Rössler-Ořovský přiváží jako první ze zahraničí potřebnou výstroj pro pozemní hokej – tehdy ještě známý také pod názvem bandyhokej. Zprvu se hraje v zimě na ledě, ale později také i na zemi v létě. Jelikož hokej nabývá na popularitě, začínají vznikat první oddíly a mezi nimi je i SK Slavia Praha, která vznikla v roce 1905. Slavia je poté v roce 1908 jeden z pěti klubů, kteří se podílejí na založení národního svazu pozemního hokeje a později potažmo i na založení Evropské hokejové federace.
Hráči SK Slavia Praha se dostávají pravidelně do reprezentace Československa jako například v roce 1927, kdy se poprvé utkává náš výběr s Polskem a Slavia zde má zástupce Sajvera. Utkání tehdy skončilo 4:0 díky trefám Balouna st.. Velkolepá podívaná přichází v roce 1948, kdy do Prahy zavítal olympijský vítěz z Indie. Na utkání se přišlo podívat neuvěřitelných 7000 diváků, kteří viděli prohru Slavie 7:1. Tento výsledek je ale vcelku dobrý, jelikož národní týmy Rakouska, Belgie, Argentiny či Švýcarska prohráli s Indií daleko větším rozdílem. V roce 1964 se dočkají prvního mezistátního utkání také naše reprezentantky a to proti Itálii, kterou poráží 2:1. Velkou zásluhu na vítězství mají hráčky Slavia Praha Leiblová a Voráčková, kdy druhá jmenovaná vstřílí oba góly.
V roce 1972 se muži Slavia Praha kvalifikují na Pohár Mistrů Evropských Zemí (PMEZ) ve Frankfurtu, kde se umisťují na skvělém 4. místě. Získávají zde cenu Fair Cup a výborně propagují český pozemní hokej. Stejné umístění zopakují o čtyři roky později v Amsterdamu, kde si o stupínek lépe vedou slávistické ženy, když po výhře nad belgickým Royal Uccle Brusel 3:1 získávají bronzové medaile.
V roce 1980 přichází největší dosavadní úspěch národního pozemního hokeje. Na olympiádě konané v Moskvě získávají naše reprezentantky stříbrné medaile a na tomto úspěchu se podílí i několik hráček SK Slavia Praha – Berta Hrubá, Ida Hubáčková, Jarmila Králíčková, Jiřina Křížová, Alena Kyselicová, Jana Lahodová a Marta Urbanová. Opět je vidět, že hráči a hráčky SK Slavia Praha tvoří značnou část národního mužstva, což potvrzuje jejich kvality.
V roce 1984 se muži Slavia Praha jako první zahraniční celek zúčastní Sweden Cupu a po dramatickém průběhu finále ho vyhrávají v prodloužení 2:1 gólem Radka Škardy. 22. června 1991 začíná nová etapa pro pozemní hokej v SK Slavia Praha, protože je zde položena první umělá tráva v tehdejším Československu. Tím se odstartovává nadvláda SK Slavia Praha v extraligových soutěžích jak u mužů, tak u žen.

## Týmové úspěchy
- Mistr republiky - muži – 1971, 1972, 1975, 1976, 1977, 1978, 1979, 1982, 1983, 1984, 1985, 1987, 1988, 1990, 1991, 1992, 1995, 1996, 1997, 1999, 2000, 2001, 2002, 2003, 2004, 2005, 2007, 2008, 2009, 2011, 2012, 2013, 2014, 2015, 2016, 2017
- Mistr republiky - ženy - 1965, 1967, 1968, 1974, 1975, 1976, 1977, 1978, 1979, 1980, 1982, 1986, 1988, 1989, 1994, 1995, 1996, 1997, 1998, 1999, 2000, 2001, 2004, 2005, 2006, 2008, 2010, 2013, 2014, 2015, 2016, 2017, 2018, 2019, 2021
- Mistr republiky v halovém hokeji - muži - 1976, 1977, 1978, 1979, 1980, 1982, 1983, 1992, 1997, 1998, 1999, 2000, 2001, 2006, 2009, 2012, 2013, 2014, 2015, 2017, 2022
- Mistr republiky v halovém hokeji - ženy - 1970, 1975, 1976, 1977, 1978, 1979, 1980, 1981, 1982, 2000, 2004, 2005, 2006, 2007, 2008, 2009, 2013, 2014, 2015, 2019, 2022

## Individuální úspěchy

### Pozemní hokejista roku
- Milan Popelka - 1983, 1984, 1985, 1986, 1987
- Alena Mejzlíková - 1985, 1989
- Pavla Kozáková - 1996
- Tomáš Babický - 1998
- Jana Mrzenová - 2000
- Lukáš Lahoda - 2002, 2003
- Lenka Brtvová - 2005
- Martina Kejklíčková - 2007
- Tereza Mejzlíková - 2008
- Ondřej Vudmaska - 2008
- Tomáš Procházka - 2010, 2011, 2014, 2015
- David Vacek - 2013
- Adéla Bížová - 2013

### Nejlepší extraligoví střelci
- Pavel Martinec - 185 gólů
- Helena Babická - 153 gólů
- Lukáš Lahoda - 142 gólů
- Lukáš Vymazal - 106 gólů